# C-dúr Allegro billentyűs hangszerre (Mozart)
Jelen tudásunk szerint a 'C-dúr Allegro, K. 1b Wolfgang Amadeus Mozart második műve; ami 1761-ben keletkezett. Ez is a Nannerl Zenéskönyvében talált fiatalkori Mozart darabok egyike. Szintén egy nagyon rövid darabbal állunk szembe (csupán 15 mp. hosszú), és feltehetőleg ezt is az apa, Leopold Mozart kottázta le, mivel a kis Wolferl csak 6 éves volt ebben az időben.
Ahogy a neve is utal rá (Allegro-gyorsan), ez egy gyors és élénk darab. A mű Mozart korábbi darabjával ellentétben – a C-dúr Andante billentyűs hangszerre című művéről van szó – ebben nem találunk frázisismétléseket. Fölfele ívelő kvintekkel kezdődik; amikor elérkezik a csúcspontra, egy triolás „futammal” jut el a záróakkordhoz.